# Mbuji-Mayi
Mbuji-Mayi (bis 1966 Bakwanga) ist eine Millionenstadt in der Demokratischen Republik Kongo. Sie ist die Hauptstadt der Provinz Kasaï-Oriental und hat rund 2.201.000 Einwohner (Stand: 2017).

## Geografie
Die Stadt liegt in der südlichen Landesmitte am Fluss Bushimaie.

## Bevölkerung
Wie in den meisten Städten der DR Kongo wächst die Bevölkerung rasant. Für 2050 wird mit einer Einwohnerzahl von knapp 6 Millionen gerechnet.
Bevölkerungsentwicklung laut UN
| Jahr | Einwohnerzahl |
| ---- | ------------- |
| 1950 | 68.000        |
| 1960 | 136.000       |
| 1970 | 275.000       |
| 1980 | 413.000       |
| 1990 | 640.000       |
| 2000 | 1.011.000     |
| 2010 | 1.598.000     |
| 2017 | 2.201.000     |

## Geschichte
Die Stadt wurde nach 1910 als Bakwanga von den belgischen Kolonialherren als Diamantenförderstation gegründet.
Nach der Unabhängigkeit des Kongo im Juni 1960 war Bakwanga bis Dezember 1961 Hauptstadt der abtrünnigen Provinz Süd-Kasai. In der Folgezeit wuchs die Stadt durch Zuwanderungen der Luba rasch an. 1966 wurde die Stadt im Rahmen der von dem Diktator Mobutu Sese Seko ins Werk gesetzten „Afrikanisierung“ in „Mbuji-Mayi“ umbenannt.
Seit 1993 gab es in der Region Versorgungsprobleme der Shaba-Flüchtlinge.

## Wirtschaft

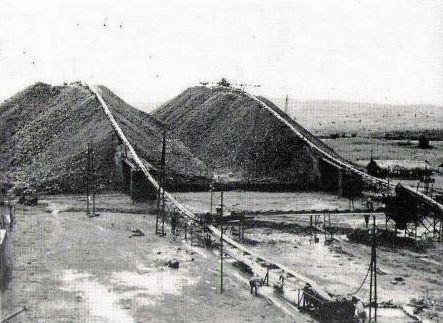
Bergehalden des Bergbaus

Die Region um die Stadt gilt als weltweit bedeutendstes Fördergebiet für natürliche Industriediamanten. Nur geringe Anteile der gefundenen Stücke erfüllen die Qualitätskriterien für Schmucksteine.
Das mehrheitlich staatliche Bergbauunternehmen MIBA (Société Minière de Bakwanga) befindet sich seit längerer Zeit in einer schwierigen Lage. Inländische Kriegsverhältnisse (Kongokriege zwischen 1997 und 2003), Schulden und internationaler Preisverfall am Rohstoffmarkt, Missmanagement der Geschäftsleitung, illegaler Bergbau, Rohstoffschmuggel und politische Instabilität im Land haben die MIBA an die Grenze ihrer Existenzfähigkeit geführt. Das kongolesische Bergbauministerium ergriff 2023 Sanierungsmaßnahmen; die Geschäftsleitung und der Vorstand wurden von ihren Aufgaben entbunden. Für die Mbuji-Mayi und ihre Region wirkt sich der Niedergang des Unternehmens katastrophal aus. Die Stadt liegt abseits überregionaler Verkehrsverbindungen und kann den Verlust des Niedergangs ihres Bergbaus kaum kompensieren. Etwa drei Millionen Einwohner des regionalen Verwaltungszentrums, die Hauptstadt der Provinz Kasai-Oriental, sehen sich einer langsam voranschreitenden strukturellen Armut ausgesetzt. Fehlende lokale landwirtschaftliche Produktion, schlechte Trinkwasserversorgung und zunehmende Unterernährung erschweren notwendige Gegenmaßnahmen. In den 1980er Jahren war die MIBA größter Arbeitgeber und bot 40.000 Menschen eine Einkommensgrundlage. Das Unternehmen sorgte auch für den Bau und die Unterhaltung der Infrastruktur in der Bildung, Gesundheitsversorgung und der Verkehrsverbindungen.

## Persönlichkeiten
- Pius Ngandu Nkashama (* 1946), Literaturwissenschaftler und Schriftsteller
- Oscar Nkolo Kanowa (* 1957), römisch-katholischer Geistlicher, Bischof von Mweka
- Mulota Kabangu (* 1985), Fußballnationalspieler
- Landry Dimata (* 1997), belgischer U21-Nationalspieler

## Religion
Mbuji-Mayi ist Sitz des Bistums Mbujimayi.